# Société des Mines d’Azelik
Die Société des Mines d’Azelik (SOMINA) ist ein Uranbergbau-Unternehmen in Niger. Es betreibt das Uranbergwerk Azelik im Norden des Landes.

## Unternehmensstruktur
Die SOMINA ist eine Société Anonyme (S. A.) mit Sitz in Niamey. Ihr Grundkapital beträgt 500 Millionen CFA-Franc. 37,2 % der Aktien gehören der China Nuclear International Uranium Corporation (SinoU), einer Tochterfirma des chinesischen Staatsunternehmens China National Nuclear Corporation (CNNC). Der nigrische Staat ist über die Société du Patrimoine des Mines du Niger (SOPAMIN) mit 33 % an der SOMINA beteiligt. Der privaten chinesischen Investmentgesellschaft ZXJOY Invest gehören 24,8 %. Die südkoreanische Korea Resources Corporation (KORES) ist über ihr Tochterunternehmen Sarisbury, dessen Sitz auf den Virgin Islands liegt, mit 5 % an der SOMINA beteiligt.

## Geschichte
Die Existenz der Uranlagerstätte von Azelik war bereits seit 1957 bekannt. Zwecks ihrer Ausbeutung wurde am 5. Juni 2007 die SOMINA gegründet.  Der damalige nigrische Staatspräsident Mamadou Tandja strebte dabei eine breitere Streuung der Partner des Landes beim Uranabbau an. Traditionell war vor allem die französische Areva-Gruppe, die Mehrheitseigentümerin der Société des Mines de l’Aïr (SOMAÏR) und der Compagnie Minière d’Akouta (COMINAK), an den nigrischen Uranbergwerken beteiligt. Die SOMINA kam völlig ohne französische Beteiligung aus. Die Volksrepublik China ist über das Unternehmen erstmals an einem Uranbergwerk außerhalb Chinas beteiligt. Ursprünglich gehörten 5 % der SOMINA-Aktien der privaten chinesischen Investmentgesellschaft Trendfield Holdings, die ihre Anteile 2009 an die südkoreanische KORES verkaufte. Das Uranbergwerk Azelik nahm 2010 seinen Betrieb auf.